# 劉雲飛 (サムライスピリッツ)
劉 雲飛（りゅう ゆんふぇい、Liú Yúnfēi）は、テレビゲーム『サムライスピリッツ』シリーズに登場する架空の人物。

## 概要
『サムライスピリッツ』シリーズの業務用の2D対戦格闘ゲームとしては5作目にあたる『サムライスピリッツ零』（以下『零』と表記）で初登場する。
キャラクターデザインの原案は、『サムライスピリッツ』シリーズのファンであり、『るろうに剣心』や『武装錬金』などで知られる漫画家の和月伸宏が担当。
千年前の中国大陸の武侠（『零』の時代（1786年）から千年前は中唐の時代に当たる）で、柳葉刀を持つ老人。魔界の闇キ皇に憑依されて、中国全土に災いをもたらしたが、八人の弟子によって巨岩に封印される。罪を償うため眠りにつき、闇キ皇が日本に現れたことを察知して目覚めた。兇國日輪守我旺に憑依した闇キ皇を分離させ、我旺の槍の前に闇キ皇もろとも倒れる。
『サムライスピリッツ 天下一剣客伝』（以下『天下一剣客伝』と表記）では、炎邪と水邪が元・雲飛の弟子であり、闇キ皇封印の後で魔界に下って魔物に変じた姿であることが明かされる。よって、本人のストーリーモードの中ボスは炎邪と水邪である。また、王虎でのストーリーモードでは御前試合の対戦相手として登場する。
キャラクターの名前は三国志の登場人物である劉備玄徳の「劉」、関羽雲長の「雲」、張飛益徳の「飛」の3文字からきている。

## キャラクターの特徴
雲飛の特徴は「風を操る仙術を駆使すること」であり、その設定に基づく空中移動技「天機七曜」が重要な戦力である。『零』では、ダメージを与えたら空中を時間切れまで逃げることができたため、対戦では嫌われていたが、続編では調整されている。
素手時に使用できる技は、『零』と『零SPECIAL』では「天機七曜」のみであったが、『天下一剣客伝』ではほぼ全ての技が武器なし状態で使用可能となった。
なお、雲飛の技に使用されている「天」のつく語句は、水滸伝における一〇八の魔星中、天罡星三十六星の呼び名である。
『零』では、雲飛は全キャラで最も怒りにくいキャラクターとして設定されており、無の境地の変換率が全キャラ中トップである。しかし、怒りにくい代わりに怒りゲージが満タンになった状態は60秒も続く。

## 技の解説

### 必殺技
天機七曜（てんきしちよう）
風を駆使して空中を飛行する技。移動のみで攻撃力のない月・火・水・木・金・土、攻撃力のある日の七種類が存在する。
月・火は地上入力であり、月は前方に、火は後方にゆるやかに弧を描いて着地する。使用頻度は低い。
水・木・金・土・日は空中でのみ入力を受け付けており、使用頻度は高い。
水・金は前方へ飛び、水は途中で一度戻ってくる。
木・土は後方へ飛び、木は途中で一度戻ってくる。
日は入力すると真下へ急降下して、足で踏みつける技。
「天機七曜」は入力回数が限定されており、『零』では4回まで、『零SPECIAL』と『天下一剣客伝』では3回まで受け付けられているが、日を当てると回数がリセットされる。
天威太保（てんいたいほう）
掌から小型の竜巻を繰り出す技。『零』ではヒット後の限定状況で追い討ちが狙える。
天哭封羅（てんこくほうら）
コマンド投げだが、『零』と『零SPECIAL』ではダメージがない。代わりに相手の怒りゲージを吸い取り無効にする効果を持ち、この技の後一回のみ、「天殺太歳」が使用可能となる。なお、怒り爆発後の爆発ゲージも無効化できる。
『天下一剣客伝』では、僅かにダメージを奪えるようになった。
天殺太歳（てんさつたいさい）
「天威太保」の強化版。「天哭封羅」を決めた後、一回のみ出せる。巨大な竜巻を出せ、ダメージも大きい。
『零』と『天下一剣客伝』では空中の相手に当ててもダメージが大きいが、『零SPECIAL』のみ空中の相手に対するダメージは低い。
天猛金翅（てんもうきんし）
空中から猛スピードで相手に向けて急降下する技。前方、後方の二種類を出し分けることができる。
着地に隙があり、ガードされると反撃確定のため、基本的には連続技に使用。
『天下一剣客伝』では、武器なしで使用できない唯一の必殺技。
天牢旋氣（てんろうせんき）
『天下一剣客伝』で追加された技。足元に小さな風の球を作り出し、再度飛び上がる。
この技を出した後は、「天牢旋氣」以外の全ての空中必殺技が使用可能。
天慧跳陥（てんけいちょうかん）
空中投げという特殊技であり、必殺技扱いではない。相手を空中で捕らえ、踏みつけながら地面に落とす。
なお、『零』で空中投げを装備したキャラクターは他に、ナコルル・レラ・服部半蔵・ガルフォードがいる。

### 武器飛ばし（武器破壊）技、絶命奥義、秘奥義
天魁雲裏（てんかいうんり）
刀を構えて周囲に微風を発生させ、相手が触れれば巨大な竜巻に変化させて舞い上げる。
天罪喪門（てんざいそうもん）
『零SPECIAL』では絶命奥義、『天下一剣客伝』では秘奥義で演出はほぼ同じだが性能が違う。
『零SPECIAL』では相手を硬直させ、魂を引き出し、それを一刀両断する。
残酷な描写が多い絶命奥義の中では比較的穏やかな演出である。
『天下一剣客伝』では空中で発動させる技となり、非常に速いスピードで突進して、当たれば相手の動きを気で封じて、斬りつける。
なお、魂を引き出す行為が雲飛に可能なことが公式小説で描写されている。

## 登場作品
- サムライスピリッツ零
- サムライスピリッツ零SPECIAL
- サムライスピリッツ 天下一剣客伝

## キャスト
- 滝知史（零・零SPECIAL）
- 大川透（天下一剣客伝）

## 関連人物
- 兇國日輪守我旺
- 炎邪
- 水邪